# Дублянська селищна рада

Дублянська селищна рада — орган місцевого самоврядування у Самбірському районі Львівської області. Адміністративний центр — селище міського типу Дубляни.

## Загальні відомості
Дублянська селищна рада утворена в 1959 році. Територією ради протікає річка Веретено.

## Населені пункти
Селищній раді підпорядковані населені пункти:
- смт Дубляни

## Склад ради
Рада складається з 16 депутатів та голови.

### Керівний склад Територією ради протікають
| ПІБ                      | Основні відомості                                                              | Дата обрання | Дата звільнення |
| ------------------------ | ------------------------------------------------------------------------------ | ------------ | --------------- |
| Сенищ Михайло Васильович | Селищний голова, 1959 року народження, член Української Народної Партії        | 26.03.2006   | 31.10.2010      |
| Когут Роман Дмитрович    | Селищний голова, 1963 року народження, освіта середня спеціальна, безпартійний | 31.10.2010   |                 |

Примітка: таблиця складена за даними джерела